# Antônio Manuel de Sousa
Antônio Manuel de Sousa (1776 — Jardim, 5 de setembro de 1857) foi sacerdote católico e político brasileiro.
Nasceu na província do Rio Grande do Norte, filho de José Soares de Lemos e de Maria Geralda de Sousa. Recebeu as ordens sacras no Seminário de Olinda em 1800 e, no ano seguinte, foi exercer o vicariato da freguesia de Apodi, da qual foi titular até 1808.
Tornou-se o primeiro vigário colado da freguesia de Jardim, no Ceará, onde permaneceu de 1816 até sua morte. Após a proclamação de independência, em 1822, foi eleito deputado geral à Assembleia Constituinte, porém não chegou a tomar assento em razão desta ser dissolvida por decreto de 13 de novembro de 1823. Participou do governo provisório da província. Era cavaleiro da Imperial Ordem de Cristo e cônego honorário da Capela Imperial.
Em 1831, foi um dos protagonistas do episódio conhecido como Sedição de Pinto Madeira. Foi um conflito violento entre a vila do Crato, liderada por liberais republicanos (destacando-se a família Alencar) e a de Jardim, dominada por Joaquim Pinto Madeira, o qual, junto com o padre, eram filiados à Coluna do Trono e do Altar, sociedade secreta sediada em Recife, fundada em 1828, que, mancomunada com o Partido Restaurador, tinha por objetivo disseminar a causa regressista e tradicionalista no norte do país. Havia muito as relações entre as duas vilas estavam desgastadas em razão do antagonismo ideológico-político de suas elites. Durante o Primeiro Reinado, Pinto Madeira, fiel ao poder central, trabalhou na repressão de sublevações liberais e republicanas encabeçadas pela família Alencar no Crato, como a Revolução de 1817 e a Confederação do Equador. Tal fidelidade ao imperador valeu a Pinto Madeira o reconhecimento por parte do governo e, por ato de novembro de 1824, foi nomeado comandante geral de Armas do Crato e do Jardim. Todavia, com a queda de Pedro I, a partir de articulações do Crato com o governo interino da província, desencadeou-se perseguição aos jardinenses. Não só tiraram as honrarias de Pinto Madeira como decretaram sua prisão e anunciaram devassa aos jardinenses, argumentando a necessidade de se combater a "conspiração restauradora em movimento". Sabedora dos preparativos que se faziam no Crato para uma expedição a Jardim, com o objetivo de levar à cadeia o famoso coronel de milícias, a câmara jardinense organizou um força, com o auxílio do vigário, a qual foi confiada ao comando do próprio caudilho. O exército “pintista” deixou Jardim a 17 de dezembro de 1831; bateu os legalistas no Sítio Buriti e no dia seguinte ocupou a vila inimiga, cuja população fugiu apavorada.
O padre armou seus correligionários com cacetes de madeira que a ele eram conduzidos para benzê-los. Dada a grande quantidade de cacetes que se prenunciava para receber a bênção, utilizou-se da ágil prática de escolher uma mata inteira de onde seria retirada a madeira para a confecção dos cacetes e pronunciou a sua benção sobre a mata. Em decorrência deste fato, passou a ser chamado de Benze-Cacetes. A rebelião foi sufocada em outubro do ano seguinte. Pinto Madeira foi preso e condenado à morte, em julgamento cuja parcialidade escandalosa foi reprovada no parlamento imperial. O padre Antônio Manuel, no entanto, foi absolvido.
De 1839 a 1846, foi vigário interino de Aquiraz, período em que perdeu a visão, retornando depois para Jardim, a qual paroquiou até sua morte. A casa em que viveu é conservada por aquele município como monumento histórico.